# Braunton Burrows
La reserva de la biosfera de Braunton Burrows-North Devon es una reserva situada en el Reino Unido, declarada en el año 1976 y ampliada en 2002. Se encuentra en el estuario de los ríos Taw y Torridge en el norte de Devon. Tiene un total de 14.177 hectárea, de las que 1.333 se encuentran en la Zona núcleo, 3.120 en la Zona tampón y 9.724 en la Zona de transición, de las que 3.468 son marinas. Se encuentra a una altitud que va desde un metros por debajo del nivel del mar hasta 150 m s. n. m.
Se encuentran aquí representados una diversidad de hábitats. La Zona núcleo comprende un sistema de dunas activo, denominado Braunton Burrows, que es la duna de arena destacada del Reino Unido, el mayor psammosere de Inglaterra. Es particularmente importante desde el punto de vista ecológico, debido a que incluye una sucesión ecológica completa de comunidades de plantas de dunas, con más de 400 especies de plantas vasculares. Son ricos en hierbas y líquenes, y hay algunas especies raras, entre ellas, por ejemplo, Catinella arenaria.
Se usa, en particular por los habitantes de los alrededores, para actividades recreativas, particularmente pasear los perros, desde tres grandes aparcamientos que quedan junto al lugar. Hay una larga tradición de investigación científica, particularmente botánica. El turismo es un uso importante de la zona en el verano.
Además de ser una reserva de la biosfera, es una reserva natural nacional, SSSI, un humedal protegido por la Convención de Ramsar, un área de especial conservación y otros títulos locales, como North Devon AONB y North Devon Heritage Coast.

## Enlaces externos

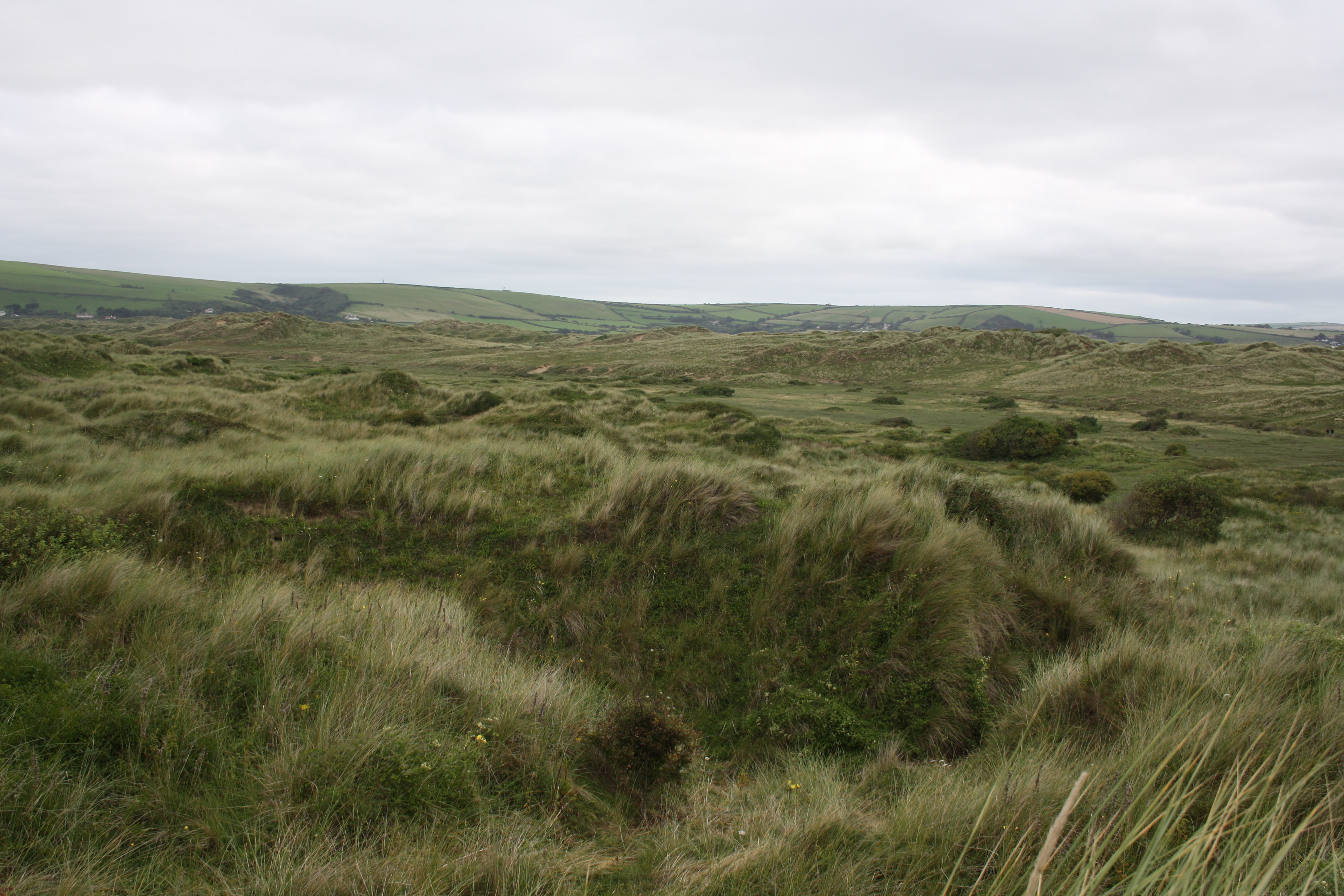
Braunton Burrows en Devon.